# Verbîțea, Șumsk
Verbîțea (în ucraineană Вербиця) este un sat în comuna Pidhaiți din raionul Șumsk, regiunea Ternopil, Ucraina.

## Demografie
Componența lingvistică a localității Verbîțea
     Ucraineană (100%)
Conform recensământului din 2001, toată populația localității Verbîțea era vorbitoare de ucraineană (100%).